# Иделсон, Эллен
Э́ллен И́делсон (англ. Ellen Idelson; 13 июня 1961, Лос-Анджелес, Калифорния, США — 19 сентября 2003, там же) — американская актриса, сценарист и кинопродюсер.

## Биография
Эллен Иделсон родилась 13 июня 1961 года в Лос-Анджелесе (штат Калифорния, США) в семье актёров Билла Иделсона (1919—2007) и Симы Уайлдер, которые были женаты с 1951 года и 56 лет до смерти Билла 31 декабря 2007 года от осложнений после падения в 88-х летнем возрасте. У Эллен было трое братьев и сестёр: Пол, Хауи и Джонатан.
Карьеры Эллен в качестве актрисы, сценариста и продюсера длилась 16 лет, с 1987 года и до её смерти в 2003 году. В 1998—2001 года работала в качестве актрисы и сценариста над сериалом «Уилл и Грэйс».
42-летняя Эллен скончалась после продолжительной борьбы с болезнью Крона 19 сентября 2003 года в Медицинском центре Седарс-Синай.